# Schermesserfisch
Der Schermesserfisch (Xyrichtys novacula (Synonym: Coryphaena novacula)), ist eine Fischart aus der Familie der Lippfische, die im westlichen tropischen und subtropischen Atlantik von North Carolina über die Karibik und den Golf von Mexiko bis Brasilien und im östlichen Atlantik bei den Azoren, Madeira, den Kanarischen Inseln, den Kapverdischen Inseln und Sao Tome im Golf von Guinea vorkommt. Außerdem lebt sie im Mittelmeer und ist dort die einzige Art aus der Unterfamilie der Messerlippfische. Das Art-Epitheton novacula ist lateinisch, bedeutet Rasierklinge und nimmt Bezug auf das scharfkantige vordere Kopfprofil der Art.

## Merkmale

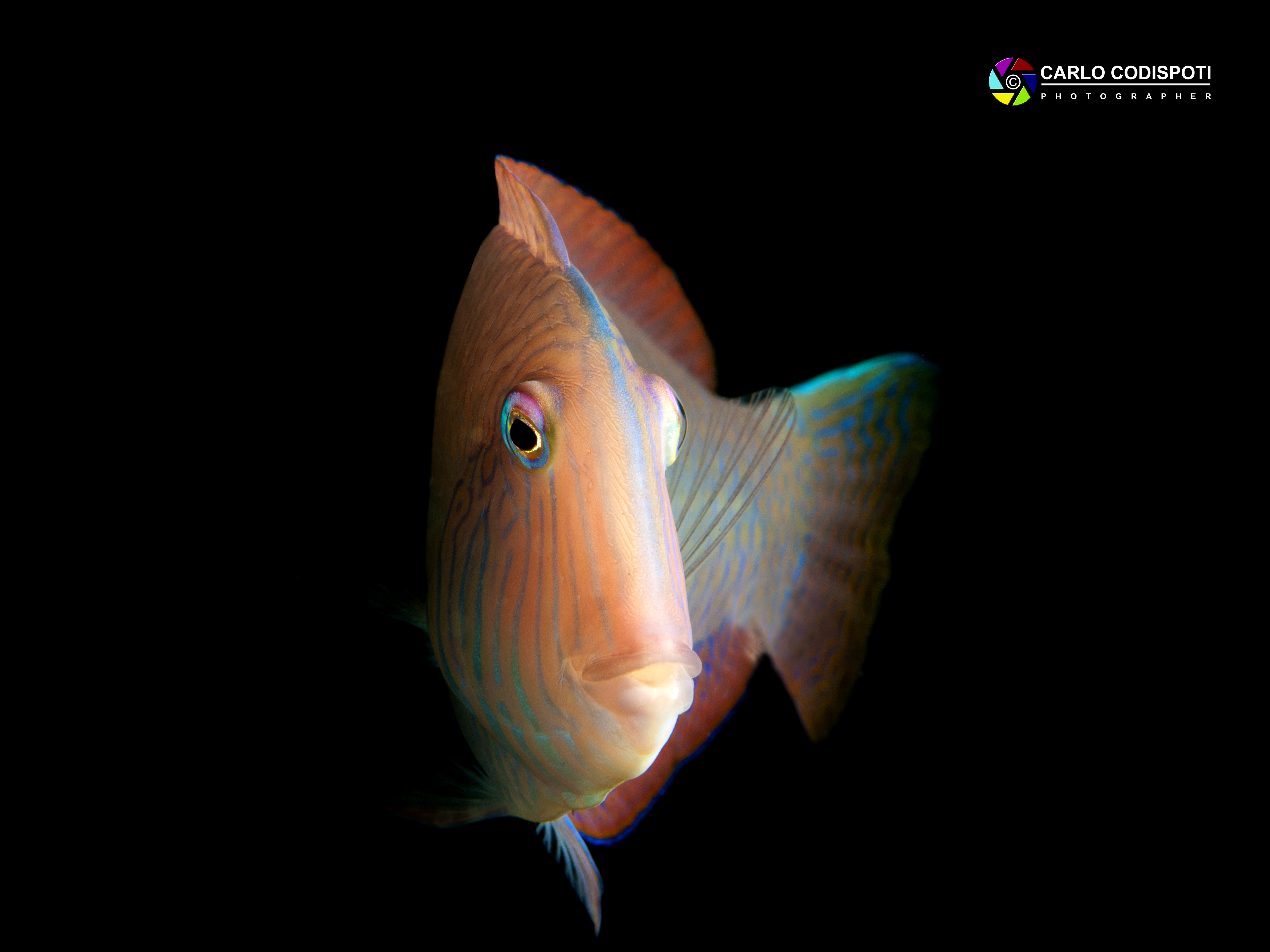
Schermesserfisch

Der Schermesserfisch erreicht eine Maximallänge von 38 cm, die meisten Exemplare werden jedoch nur 20 bis 25 cm lang. Die Standardlänge liegt beim 2,8 bis 3,3-fachen der Körperhöhe. Die Fische sind seitlich stark abgeflacht. Das Kopfprofil ist steil und über den Augen deutlich gebogen. Die Schnauze bildet fast einen rechten Winkel. An der Spitze beider Kiefer liegen je 2 große Fangzähne. Auf dem ersten Kiemenbogen befinden sich 18 bis 21 Kiemenrechen. Die Rückenflosse ist durchgehend und wird von 9 Stacheln und 12 Weichstrahlen gestützt, bei der Afterflosse sind es 3 Stacheln und 12, seltener 13 Weichstrahlen, in den Brustflossen 2 unverzweigte und 10 verzweigte 12 Weichstrahlen. Ältere Exemplare haben leicht ausgezogene Bauchflossen. Die Seitenlinie ist unterbrochen, der obere Abschnitt verläuft etwas unterhalb des Rückenprofils, der untere liegt auf der Mitte des Schwanzstiels. Die Basen von Rücken- und Afterflosse, die Region vor der Rückenflosse, die Wangen, die Kiemendeckel und der Unterkiefer sind unbeschuppt.
Xyrichtys novacula ist variabel gefärbt. Jungfische zeigen an den Körperseiten 5 senkrechte dunkle Balken. Adulte Exemplare sind für gewöhnlich auf der Rückenseite sehr hell grünlich und am Bauch orange. Auf jeder Körperschuppe befindet sich eine hellblaue vertikale Linie, die zum Schwanzstiel hin immer breiter werden. Der Kopf ist alternierend mit senkrechten breiteren gelb-orangen und schmaleren hellblauen Linien gemustert. Direkt hinter der Brustflosse befindet sich an der Bauchseite ein breiter roter oder bläulicher Streifen.

## Lebensweise
Der Schermesserfisch lebt in Tiefen von 5 bis 80 Metern auf sandigen Meeresböden, normalerweise mit Seegraswiesen oder Korallen in der Nähe und ernährt sich vor allem von hartschaligen Wirbellosen, wie Weichtieren und Krebstieren. Im Gefahrenfall flüchten die Fische kopfüber in den Sand. Wie viele Lippfische ist Xyrichtys novacula ein protogyner Hermaphrodit und ist bei erreichen der Geschlechtsreife zunächst weiblich um sich später in ein männliches Tier umzuwandeln. Die männliche Phase hat ein steileres Kopfprofil und längere Bauchflossen.